# Litokoala
Litokoala es un género extinto de marsupial, y junto con Nimiokoala está cercanamente relacionado con el actual koala. Estos tres géneros pueden haberse diferenciado en una época anterior, aunque la desecación del continente y la expansión de los bosques de Eucalyptus a finales del Mioceno pueden haber retardado la evolución de rasgos craneales único de los géneros modernos. Esto indica que cualquier género fósil podría ser ancestro del género moderno, o bien el género moderno tiene un ancestro común con los otros dos. Se necesita más material para establecer mejor sus relaciones taxonómicas.
Litokoala vivió hace entre 24 - 10 millones de años, desde el Oligoceno superior (formación Etadunna) en Australia Meridional hasta mediados del Mioceno en Riversleigh en Queensland, Australia. Esta área es descrita como un hábitat selvático por la época de su deposición sedimentaria. Tenía una dieta diferente a la de la especie moderna, careciendo de una sínfisis dental fusionada, lo que indica que su dieta era más variada que la de Phascolarctos. Se estima que su tamaño era solo la mitad de la del koala actual. Sus adaptaciones craneales son intermedias entre las del actual pósum de cola de cepillo y el koala, con divergencia menor de cualquiera.
Este género y Nimiokoala son similares en muchas características anatómicas hasta donde se sabe, excepto en que Litokoala posee un proceso superficial mesatérico mientras que Nimiokoala tiene "una flexión más marcada basiooccipital-basiesfenoidal y un punto de sujeción posterior más extenso del pterigoide" (Louys et al., 2009, p. 989), lo que hace a estos rasgos un indicador de una posición más basal en su posición taxonómica en relación con Phascolarctos. Las características basiocraneales (parte posterior del cráneo) son parecidas a las de Phascolarctos, mientras que los rasgos anteriores (faciales) exhiben similitudes con el género Trichosurus. Solo se conocen restos fragmentarios, siendo solo conocida la sección posterior del proceso zigomático del cráneo de L. kutjamarpensis.

## Publicación original
- Stirton, R. A., R. H. Tedford, and M. O. Woodburne. 1967. A new Tertiary formation and fauna from the Tirari Desert, South Australia. Records of the South Australian Museum 15:427–461.